# Derivació (lingüística)
La derivació lingüística és el procediment de formació de paraules que permet a les llengües designar conceptes relacionats semànticament a mots primitius, afegint afixos (p. ex. «porter» de porta). Una paraula pot estar composta d'un lexema i un o més afixos. Es poden afegir els afixos d'un en un, ampliant gradualment la paraula, o en combinació de dos, quan no existeix el mot amb només un dels dos («emblanquinar» de blanc). La derivació permet tenir un lèxic que permet designar nombrosos sentits a partir d'un nombre molt més reduït d'arrels o mots primitius (principi d'economia lingüística). Igualment la derivació és la principal font de noves paraules en moltes llengües.
La derivació és semblant a certes formes de flexió, ja que ambdós usarien morfemes afegits a l'arrel per a expressar diferències. No obstant això, la flexió no comporta canvi de referents, sinó que les marques afegides tenen un fi estrictament gramatical. D'un altre costat la derivació es diferencia de a la composició pel fet que els afixos tots sols no tenen un sentit. Per exemple «er» tot sol no significa res, pot indicar el professional, en fuster, ferrer, o l'arbre en pomer, o el camí per a carros en carrer.

## Afixos
Els afixos es classifiquen segons la posició que ocupen respecte de l'arrel en prefixos, infixos i sufixos.
Prefixos
Els prefixos van davant de l'arrel. Acostumen a modificar o especificar el significat de l'arrel però no alteren la categoria gramatical, ja que es manté la del radical.
Exemples:
- des + calçar = descalçar
- in + madur = immadur (el prefix in- amb valor negatiu es canvi per raons fonètiques en im- devant B, M i P)

Infixos
Els infixos es col·loquen entre el lexema i el sufix. La paraula resultant d'afegir un infix necessita obligatòriament el sufix per a existir, de la mateixa manera que l'infix no pot ser suprimit.
Exemples:
- bony + eg + ut = bonyegut
- herba + ol + ari = herbolari

Sufixos
Van després de l'arrel. No només modifiquen o especifiquen el significat del lexema, sinó que també aporten la categoria gramatical del mot resultant, que pot coincidir o no amb la categoria gramatical del radical. D'aquesta manera, tenim sufixos que transformen verbs en substantius, substantius en adjectius, etc. Alguns sufixos canvien la posició de la síl·laba tònica.
Exemples:
- fred + or = fredor
- forn + er = forner